# DeSoto County (Florida)
Das DeSoto County ist ein County im Bundesstaat Florida der Vereinigten Staaten. Der Verwaltungssitz (County Seat) ist Arcadia.

## Geschichte
Das DeSoto County wurde am 19. Mai 1887 aus Teilen des Manatee County gebildet. Benannt wurde es nach dem spanischen Eroberer Hernando de Soto. Bis 1921 war es eines der größten Countys in Florida.

## Geographie
Das County hat eine Fläche von 1656 Quadratkilometern, wovon sechs Quadratkilometer Wasserfläche sind. Es grenzt im Uhrzeigersinn an folgende Countys: Highlands County, Glades County, Charlotte County, Sarasota County, Manatee County und Hardee County.

## Demografische Daten
Nach der Volkszählung im Jahr 2010 lebten im DeSoto County 34.862 Menschen in 14.590 Haushalten. Die Bevölkerungsdichte betrug 21,1 Einwohner pro Quadratkilometer. Ethnisch betrachtet setzte sich die Bevölkerung zusammen aus 66,2 % Weißen, 12,7 % Afroamerikanern, 0,4 % Indianern und 0,5 % Asian Americans. 17,7 % waren Angehörige anderer Ethnien und 2,4 % verschiedener Ethnien. 29,9 % der Bevölkerung bestand aus Hispanics oder Latinos.
Im Jahr 2010 lebten in 31,8 % aller Haushalte Kinder unter 18 Jahren sowie 36,8 % aller Haushalte Personen mit mindestens 65 Jahren. 69,1 % der Haushalte waren Familienhaushalte (bestehend aus verheirateten Paaren mit oder ohne Nachkommen bzw. einem Elternteil mit Nachkomme). Die durchschnittliche Größe eines Haushalts lag bei 2,71 Personen und die durchschnittliche Familiengröße bei 3,10 Personen.
25,6 % der Bevölkerung waren jünger als 20 Jahre, 27,0 % waren 20 bis 39 Jahre alt, 24,0 % waren 40 bis 59 Jahre alt und 23,4 % waren mindestens 60 Jahre alt. Das mittlere Alter betrug 38 Jahre. 56,6 % der Bevölkerung waren männlich und 43,4 % weiblich.
Das jährliche Durchschnittseinkommen eines Haushalts betrug 35.683 USD, dabei lebten 26,8 % der Bevölkerung unter der Armutsgrenze.
Im Jahr 2010 war englisch die Muttersprache von 71,53 % der Bevölkerung, spanisch sprachen 26,66 % und 1,81 % hatten eine andere Muttersprache.

## Kultur und Sehenswürdigkeiten

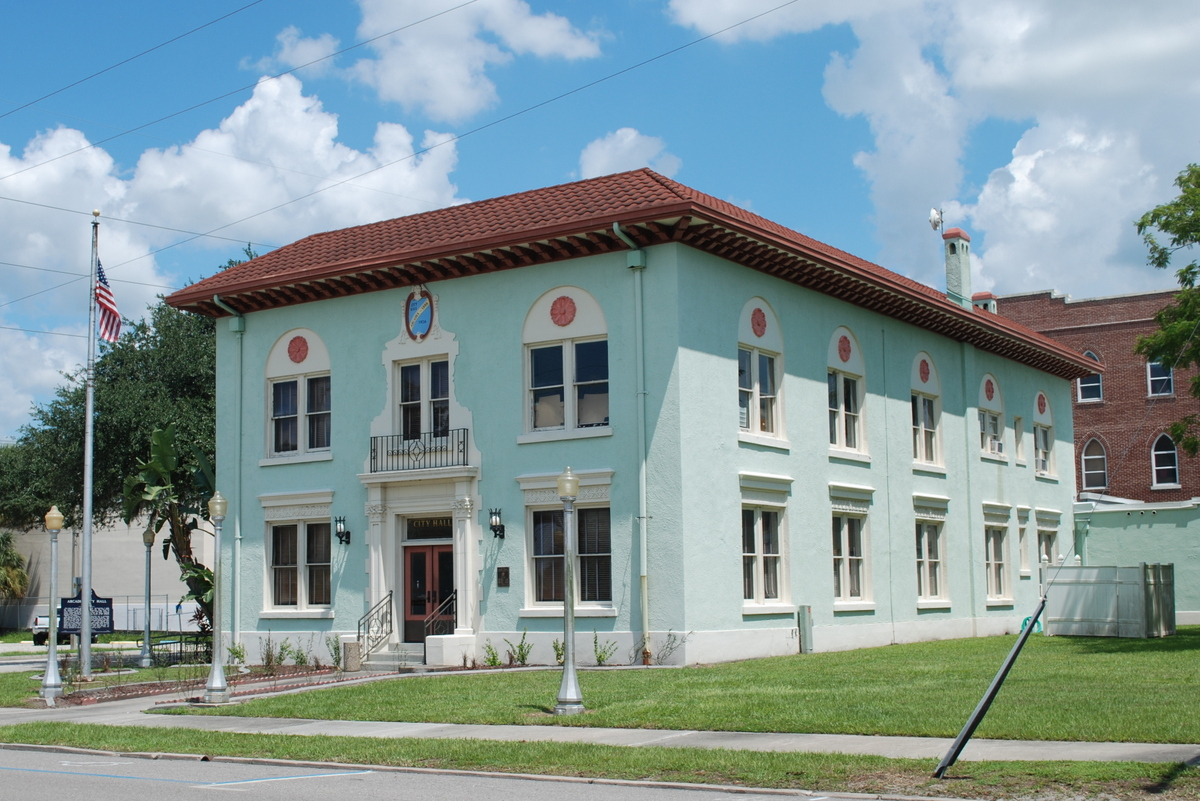
City Hall Arcadia im Arcadia Historic District (2006).

Fünf Bauwerke und historische Bezirke (Historic Districts) im DeSoto County sind im National Register of Historic Places („Nationales Verzeichnis historischer Orte“; NRHP) eingetragen (Stand 16. Januar 2023), neben dem Arcadia Historic District sind dies William Oswell Ralls House, das Johnson-Smith House, das Micajah T. Singleton House und der Pine Level Archeological District.

## Orte im DeSoto County
Orte im DeSoto County mit Einwohnerzahlen der Volkszählung von 2010:
City:
- Arcadia (County Seat) – 7.637 Einwohner

Census-designated place:
- Southeast Arcadia – 6.554 Einwohner